# 百步亭花园社区
百步亭花园社区，是中华人民共和国湖北省武汉市江岸区下辖的一个类似乡级单位，是百步亭集团（原武汉安居工程发展有限公司）建设并管理的大型社区。百步亭社区不设乡级政府，由企业组织的管理委员会进行地方自治。

## 沿革
百步亭所在地原為漢口北郊的湖淌地。关于“百步亭”名称的由来，有文献称原在此谋生的居民贫困潦倒，多只能搭白布篷起居，为了寄托对美好生活的愿望，当地居民以谐音“百步亭”称呼此地；也有文献称原有居民在此摆摊经营熟食，用白布篷挡尘避雨，因而此地得名“白布篷”，后由谐音演变为“百步亭”。
1995年，百步亭集团的前身，原武汉安居工程发展有限公司启动百步亭建设项目。1997年，百步亭花园正式开工建设，并开始入住。1998年12月28日，百步亭一期正式交房。至2013年已开发七期、建筑面积400万平方米，13万人口入住；其中经济适用房160万平方米。有安居苑A、B、C、D区，温馨苑AB、C、D区、百合苑、景兰苑、悦秀苑、文卉苑等小区。多年来，百步亭社区获中央文明办“全国创建文明社区示范点”、“全国文化先进社区”，原建设部“中国人居环境范例奖”等60多项国家级奖项。

## 行政区划
百步亭花园是中國首个不设街道办事处的社区，由江岸区人民政府直管。百步亭集团、社区党委、社区管委会、社区物业公司为一套人马。2003年10月，四部委联合下文，向全国推广百步亭社区的基层治理模式经验。湖北百步亭集团董事局主席茅永红兼任百步亭花园社区党委书记。
百步亭花园社区下辖以下村级行政区划单位：
第一社区、第二社区、第三社区、第四社区、现代城社区、悦秀苑社区、景兰苑社区、文卉苑社区和幸福时代社区。

## 争议

### “百步亭万家宴”活动
根据《楚天都市报》的报道，百步亭社区居民委员会于2020年1月18日举行“百步亭万家宴”万人团圆饭活动，恰逢2019新型冠状病毒疫情发作之时，引起争议。此前1月15日，曾有百步亭社區的工作人員看到官方通報開始提及「不排除有限人傳人」，擔心肺炎可能會如2019年12月在武漢一度流行的甲型流感一樣傳染，向居民委員會領導層申請取消萬家宴，未獲批准。

### 新冠肺炎社區感染
根据《财新网》的报道，2020年2月4日百步亭社区多个门栋现发热患者，最早起病时间尚有待确认。《經濟觀察報》了解到社區的一個單元網格已有至少10人確診，CT顯示高度懷疑的有30多人，輕症在家的有數十人，某屋苑55棟樓共有33棟出現發燒病人。